# Collegio uninominale Friuli-Venezia Giulia - 05
Il collegio elettorale uninominale Friuli-Venezia Giulia - 05 è stato un collegio elettorale uninominale della Repubblica Italiana per l'elezione della Camera tra il 2017 ed il 2022.

## Territorio
Come previsto dalla legge elettorale italiana del 2017, il collegio era stato definito tramite decreto legislativo all'interno della circoscrizione Friuli-Venezia Giulia.
Era formato dal territorio di 35 comuni: Andreis, Aviano, Azzano Decimo, Barcis, Brugnera, Budoia, Caneva, Casarsa della Delizia, Chions, Cimolais, Claut, Cordenons, Erto e Casso, Fiume Veneto, Fontanafredda, Maniago, Montereale Valcellina, Pasiano di Pordenone, Polcenigo, Porcia, Pordenone, Prata di Pordenone, Pravisdomini, Roveredo in Piano, Sacile, San Giorgio della Richinvelda, San Martino al Tagliamento, San Quirino, San Vito al Tagliamento, Sesto al Reghena, Spilimbergo, Vajont, Valvasone Arzene, Vivaro e Zoppola.
Il collegio era quindi interamente compreso nella provincia di Pordenone.
Il collegio era parte del collegio plurinominale Friuli-Venezia Giulia - 01.

## Eletti
| Elezione | Elezione | Deputato    | Partito |
| -------- | -------- | ----------- | ------- |
|          | 2018     | Vannia Gava | Lega    |

## Dati elettorali

### XVIII legislatura
Come previsto dalla legge elettorale, 232 deputati erano eletti con sistema a maggioranza relativa in altrettanti collegi uninominali a turno unico.
| Candidati              | Candidati                | Voti    | %     | Liste                                | Voti    | %     |
| ---------------------- | ------------------------ | ------- | ----- | ------------------------------------ | ------- | ----- |
|                        | Vannia Gava ✔️ Eletto    | 76 687  | 46,22 | Lega                                 | 46 583  | 28,08 |
| Forza Italia           | Vannia Gava ✔️ Eletto    | 76 687  | 46,22 | 18 864                               | 11,37   |       |
| Fratelli d'Italia      | Vannia Gava ✔️ Eletto    | 76 687  | 46,22 | 9 760                                | 5,88    |       |
| Noi con l'Italia - UDC | Vannia Gava ✔️ Eletto    | 76 687  | 46,22 | 1 480                                | 0,89    |       |
|                        | Giovanna Scottà          | 38 397  | 23,14 | Movimento 5 Stelle                   | 38 397  | 23,14 |
|                        | Giorgio Zanin            | 36 033  | 21,72 | Partito Democratico                  | 28 947  | 17,45 |
| +Europa                | Giorgio Zanin            | 36 033  | 21,72 | 5 051                                | 3,04    |       |
| Italia Europa Insieme  | Giorgio Zanin            | 36 033  | 21,72 | 599                                  | 0,36    |       |
| Civica Popolare        | Giorgio Zanin            | 36 033  | 21,72 | 536                                  | 0,32    |       |
|                        | Velia Cassan             | 3 971   | 2,39  | Liberi e Uguali                      | 3 971   | 2,39  |
|                        | Markus Maurmair          | 3 194   | 1,93  | Patto per l'Autonomia                | 3 194   | 1,93  |
|                        | Luca Franceschini        | 2 089   | 1,26  | CasaPound                            | 2 089   | 1,26  |
|                        | Dario Fabris             | 1 288   | 0,78  | Italia agli Italiani                 | 1 288   | 0,78  |
|                        | Giovanni Toffoli         | 1 248   | 0,75  | Il Popolo della Famiglia             | 1 248   | 0,75  |
|                        | Fabio Passador           | 1 006   | 0,61  | Potere al Popolo!                    | 1 006   | 0,61  |
|                        | Maurizio Gismondi        | 488     | 0,29  | 10 Volte Meglio                      | 488     | 0,29  |
|                        | Alessandro Pinzini       | 481     | 0,29  | Partito Valore Umano                 | 481     | 0,29  |
|                        | Nico Maman               | 340     | 0,20  | Per una Sinistra Rivoluzionaria      | 340     | 0,20  |
|                        | Roberto Boni             | 221     | 0,13  | Siamo                                | 221     | 0,13  |
|                        | Eugenio Di Bello         | 173     | 0,10  | Lista del Popolo per la Costituzione | 173     | 0,10  |
|                        | Giovanni Battista Mascia | 146     | 0,09  | Blocco Nazionale per le Libertà      | 146     | 0,09  |
|                        | Elisa De Simon           | 146     | 0,09  | Rinascimento MIR                     | 146     | 0,09  |
| Totale                 | Totale                   | 165 908 | 100   |                                      | 165 908 | 100   |
|                        |                          |         |       |                                      |         |       |
| Voti non validi        | Voti non validi          | 5 231   | 3,06  |                                      |         |       |
| Votanti                | Votanti                  | 171 139 | 77,75 |                                      |         |       |
| Elettori               | Elettori                 | 220 106 |       |                                      |         |       |